# Teracotona multistrigata
Teracotona multistrigata är en fjärilsart som beskrevs av James John Joicey och Talbot 1924. Teracotona multistrigata ingår i släktet Teracotona och familjen björnspinnare. Inga underarter finns listade i Catalogue of Life.